# Powieść walterscottowska
Zasugerowano, aby zintegrować ten artykuł z artykułem Walterscotyzm (dyskusja). Nie opisano powodu propozycji integracji.
Powieść typu walterscottowskiego – gatunek powieści historycznej zapoczątkowany przez szkockiego pisarza Waltera Scotta. Szczególnie związany z epoką romantyzmu i cechującą ją fascynacją historią. 

## Cechy gatunku
Powieść walterskotowska w swojej pierwotnej formie stawiała sobie za cel w pierwszym rzędzie oddanie charakteru epoki i możliwie dokładne przedstawienie panujących w niej zwyczajów. Aby jednak przyciągnąć uwagę czytelnika, na pierwszy plan powieści wysuwał się wątek fikcyjny, skomplikowany i pełen niespodziewanych zwrotów akcji, natomiast postacie stricte historyczne (o ile się pojawiały) przewijały się jedynie przez drugi plan utworu. Bardzo często jednak los bohatera fikcyjnego łączył się z wydarzeniami prawdziwymi, które wręcz przesądzały o ostatecznym rozwiązaniu fikcyjnego wątku. Przykładowe utwory Scotta utrzymane w tej konwencji to Waverley, Ivanhoe, Rob Roy czy Piękne dziewczę z Perth. 
W Europie głównym kontynuatorem tradycji walterskotowskiej był Aleksander Dumas ojciec, którego utwory każdorazowo cechuje żywa, bliska powieści sensacyjnej akcja umieszczona na tle historycznym. U Dumasa stopień wykorzystania autentycznych wydarzeń z historii Francji był bardzo różny; niekiedy cały utwór stanowił udramatyzowaną wersję prawdziwej historii (jak Towarzysze Jehudy czy też Karol Szalony), niekiedy zaś utwór wiązał się tylko z jednym wydarzeniem historycznym, zaś następnie koncentrował się całkowicie na losach bohatera (jak Hrabia Monte Christo). 
Polskie przykłady powieści walterskotowskich to Listopad Seweryna Rzewuskiego czy Jan z Tęczyna Juliana Ursyna Niemcewicza, niektóre cechy takiej powieści przejawia także Wita Tadeusza Micińskiego.